# Gunung Semantok
Gunung Semantok är ett berg i Indonesien.   Det ligger i provinsen Aceh, i den västra delen av landet, 1 700 km nordväst om huvudstaden Jakarta. Toppen på Gunung Semantok är 669 meter över havet.
Terrängen runt Gunung Semantok är huvudsakligen kuperad.Runt Gunung Semantok är det glesbefolkat, med 15 invånare per kvadratkilometer. I omgivningarna runt Gunung Semantok växer i huvudsak städsegrön lövskog.